# Grand Prix Formule 1 van Spanje 1978
De Grand Prix Formule 1 van de Spanje 1978 werd gehouden op 4 juni 1978 in Jarama.

## Uitslag
| Positie | Nr | Rijder                | Team               | Ronden | Tijd/Opgave    | Startplaats | Punten |
| ------- | -- | --------------------- | ------------------ | ------ | -------------- | ----------- | ------ |
| 1       | 5  | Mario Andretti        | Lotus-Ford         | 75     | 1:41:47.06     | 1           | 9      |
| 2       | 6  | Ronnie Peterson       | Lotus-Ford         | 75     | +19,56 s       | 2           | 6      |
| 3       | 26 | Jacques Laffite       | Ligier-Matra       | 75     | +37,24 s       | 10          | 4      |
| 4       | 20 | Jody Scheckter        | Wolf-Ford          | 75     | +1:00.06       | 9           | 3      |
| 5       | 2  | John Watson           | Brabham-Alfa Romeo | 75     | +1:05.93       | 7           | 2      |
| 6       | 7  | James Hunt            | McLaren-Ford       | 74     | +1 Ronde       | 4           | 1      |
| 7       | 19 | Vittorio Brambilla    | Surtees-Ford       | 74     | +1 Ronde       | 16          |        |
| 8       | 27 | Alan Jones            | Williams-Ford      | 74     | +1 Ronde       | 18          |        |
| 9       | 9  | Jochen Mass           | ATS-Ford           | 74     | +1 Ronde       | 17          |        |
| 10      | 12 | Gilles Villeneuve     | Ferrari            | 74     | +1 Ronde       | 5           |        |
| 11      | 18 | Rupert Keegan         | Surtees-Ford       | 73     | +2 Rondes      | 23          |        |
| 12      | 3  | Didier Pironi         | Tyrrell-Ford       | 71     | +4 Rondes      | 13          |        |
| 13      | 15 | Jean-Pierre Jabouille | Renault            | 71     | +4 Rondes      | 11          |        |
| 14      | 36 | Rolf Stommelen        | Arrows-Ford        | 71     | +4 Rondes      | 19          |        |
| 15      | 17 | Clay Regazzoni        | Shadow-Ford        | 67     | Brandstofslang | 22          |        |
| NF      | 22 | Jacky Ickx            | Ensign-Ford        | 64     | Motor          | 21          |        |
| NF      | 14 | Emerson Fittipaldi    | Fittpaldi-Ford     | 62     | Gaspedaal      | 15          |        |
| NF      | 11 | Carlos Reutemann      | Ferrari            | 57     | Ongeluk        | 3           |        |
| NF      | 1  | Niki Lauda            | Brabham-Alfa Romeo | 56     | Motor          | 6           |        |
| NF      | 4  | Patrick Depailler     | Tyrrell-Ford       | 51     | Motor          | 12          |        |
| NF      | 16 | Hans-Joachim Stuck    | Shadow-Ford        | 45     | Ophanging      | 24          |        |
| NF      | 35 | Riccardo Patrese      | Arrows-Ford        | 21     | Motor          | 8           |        |
| NF      | 25 | Héctor Rebaque        | Lotus-Ford         | 21     | Uitlaat        | 20          |        |
| NF      | 8  | Patrick Tambay        | McLaren-Ford       | 16     | Spin           | 14          |        |
| NQ      | 37 | Arturo Merzario       | Merzario-Ford      |        |                |             |        |
| NQ      | 30 | Brett Lunger          | McLaren-Ford       |        |                |             |        |
| NQ      | 28 | Emilio de Villota     | McLaren-Ford       |        |                |             |        |
| NQ      | 10 | Alberto Colombo       | ATS-Ford           |        |                |             |        |
| PQ      | 32 | Keke Rosberg          | Theodore-Ford      |        |                |             |        |

## Statistieken
| Pole-position | Mario Andretti | Lotus-Ford | 1:16.39 |
| Snelste ronde | Mario Andretti | Lotus-Ford | 1:20.06 |

1913 · 1923 · 1926 · 1927 · 1933 · 1934 · 1935 · 1951 · 1954 · 1967 · 1968 · 1969 · 1970 · 1971 · 1972 · 1973 · 1974 · 1975 · 1976 · 1977 · 1978 · 1979 · 1980 · 1981 · 1986 · 1987 · 1988 · 1989 · 1990 · 1991 · 1992 · 1993 · 1994 · 1995 · 1996 · 1997 · 1998 · 1999 · 2000 · 2001 · 2002 · 2003 · 2004 · 2005 · 2006 · 2007 · 2008 · 2009 · 2010 · 2011 · 2012 · 2013 · 2014 · 2015 · 2016 · 2017 · 2018 · 2019 · 2020 · 2021 · 2022 · 2023 · 2024 · 2025 · 2026